# Карп'юк Марія Василівна

Учні Мистецької школи разом із професором Олексою Новаківським у Космачі, 1927 рік. Сидять (зліва направо) — С. Гебус, М. Карп'юк, стоять — С. Луцик, М. Мороз, О. Новаківський, Г. Смольський, Б. Бобинський

Марія Василівна Карп'юк (14 червня 1900, м. Снятин, нині Івано-Франківська область — 3 червня 1978, м. Київ) — український живописець. Дружина Осипа Сорохтея.

## Життєпис
Марія Карп'юк народилася 14 червня 1900 року в місті Снятині. Корінна снятинчанка. 
1928 року закінчила Мистецьку школу Олекси Новаківського м. Львова. Того ж року брала участь у виставці згаданого навчального закладу у Львові.
1929 року проходила стажування у Луврі (Париж), яке профінансував митрополит Андрей Шептицький (для нього Карп'юк зробила копію картини «Портрет чоловіка», який належить до Флорентійської школи 15 ст.).
Карп'юк малювала реалістичні портрети, пейзажі та натюрморти, в яких можна простежити імпресіонізм та постімпресіонізм. Деякі твори зберігаються у фондах Львівської галереї мистецтв, Снятинському літературно-меморіальному музеї Марка Черемшини.
Серед головних робіт: графіка — «О. Сорохтей» (1928); живопис — «Краєвид Станиславова» (1930-і рр.), «Бабуся», «Місячна ніч» (обидва — 1930), «Дочка» (1950-і рр.), «Онук Андрій» (1960-і рр.).
Померла 3 червня 1978 року в місті Києві. Похована на Лісовому кладовищі.

## Вшанування пам'яті
У лютому 2022 року з нагоди 120-ї річниці від дня народження Марії Карп'юк відбулося спецпогашення марки, яку присвятили мисткині. Того ж року в Музеї етнографії та художнього промислу відкрито персональну виставку «Натхненні однією музею», до якої увійшли твори Марії Карп'юк та Осипа Сорохтея. Згодом однойменну виставку представили в Снятині, Івано-Франківську та Дрогобичі.